# Provincia de Rumonge
La Provincia de Rumonge es una de las diecisiete Provincias de Burundi. Cubre un área de 1079 km² y alberga una población de 352026 personas. La capital es Rumonge.

## Comunas con población en agosto de 2008
- Bugarama 30,482
- Burambi 57,167
- Buyengero 58,670
- Muhuta 60,633
- Rumonge 145,074

- Datos: Q20669646